# シメジ シミュレーション
『シメジ シミュレーション』は、つくみずによる日本の4コマ漫画作品。『コミックキューン』(KADOKAWA)にて、2019年3月号から2024年1月号まで連載。詩的でシュールな世界観を描く、ほのぼのとした日常ものである。

## あらすじ
中学1年生の時に学校が嫌になり、2年間押し入れに引きこもっていた少女月島しじまは復学することに決めるが、久しぶりに外に出た彼女の頭にはなぜかシメジが生えていた。高校生になったしじまは目立たず静かに過ごそうとするが、頭に目玉焼きを乗せたクラスメイト山下まじめに話しかけられたことがきっかけとなり、彼女をはじめとする周囲の人々との交流が始まるが、その中で不可解な現象にも遭遇するようになる。

## 作中用語
穴掘り部
しじまが通う高校にある「穴を掘るだけの簡単な部活」。カテゴリーは文化部だが、顧問であるもがわ先生からも「わけのわからない部」呼ばわりされている。しじまの姉によると在学時は穴埋め部だったらしく、彼女からは交互に繰り返しているのではと推測されている。

## 登場人物
声の項はボイスコミックの担当声優。
月島しじま（つきしま しじま）
声 - 大空直美
本作の主人公。高校1年生の少女で、入学前の2年間は自室である押し入れに引きこもっていた。クラスはD組、部活は穴掘り部に所属。
頭には引きこもっている間に生えた2本のシメジがある。雨の日など湿気が多いときはシメジが3本に増え、シメジに触れた者の思考を声として聞くことができるようになる。雪の日にはシメジがシイタケに変化した。
なげやりが特技だと主張するほどの面倒くさがり。魚が好きで、姉からもらったホウボウ型の筆箱（まじめからよしかと命名される）を愛用する。なにかと話しかけてくるまじめのことは、当初はぞんざいに扱っていたが、夢の中団地での出来事を経て彼女を友達と認める。
名前のしじまは「静寂（せいじゃく）」の同形異音語である。
山下まじめ（やました まじめ）
声 - 花守ゆみり
しじまの隣の席のクラスメイト。部活は穴掘り部に所属。
メガネを着用し、頭には遺伝によるものである目玉焼きが乗っている。体調不良の時には目玉焼きが半熟になる。
明るく前向きな性格だが、頭は良くない。しじまを「しめじちゃん」と呼び、親しく接する。
庭に巨大なアスパラガスが生えている、ログハウス風の一軒家に両親と共に住んでいる。
しじまの姉
声 - 渕上舞
しじまと団地の一室で二人暮らしをしている。
大学生だったが第1話の時点で大学をやめており、現在は謎の研究に没頭している。頭はよく、妹の高校受験の際には彼女に勉強を教えた。
もがわ先生
昨年しじまが通う高校に赴任してきた女性教師。担当科目は美術で、穴掘り部の顧問を務める。お酒好き。
すみだ先輩
穴掘り部に所属する2年生の女子生徒。喋ることが苦手で、常に持ち歩いているスケッチブックによる筆談でコミュニケーションをとる。
よみかわ先輩
穴掘り部に所属する3年生の女子生徒。頭の上に本を乗せている。ずっと留年しているらしく、もう成人していると言いワインを飲んだ描写もあった。しじまの姉と同じクラスだったことがあるらしい。
お隣さん
つくみずの前作『少女終末旅行』の主人公チトとユーリに似た容姿と行動を見せる2人組。しじまの住む団地の同じ階に住んでいる。2人は時折しじまの周囲に現れ、会話することもある。ユーリに似ている方は、コンビニやたい焼き屋でアルバイトをしている。
庭師
猫の耳のような帽子を被った、ワンピース姿の少女。さすまたのような棒を用い、街の小さな異変を修正している。

## 評価
Otaquestのジェイコブ・パーカー・ダルトンは本作はつくみずの『少女終末旅行』の考え方を引き継いでいると評した。また、しじまとまじめの陰気さと活発さを『少女終末旅行』の登場人物であるチトとユーリと比べた。CBRのマシュー・イングランドは本作をアニメ化が必要とされる漫画第8位に選んだ。

## 書誌情報
- つくみず『シメジ シミュレーション』KADOKAWA〈MFC キューンシリーズ〉、全5巻
  1. 2020年2月28日発売[16]、ISBN 978-4-04-064291-8
  2. 2021年1月27日発売[17]、ISBN 978-4-04-064967-2
  3. 2022年1月27日発売[18]、ISBN 978-4-04-681080-9
  4. 2023年1月27日発売[19]、ISBN 978-4-04-682066-2
  5. 2024年1月26日発売[20]、ISBN 978-4-04-683209-2